# Aleksandr Mieńszczikow
Aleksandr Iwanowicz Mieńszczikow (ros. Александр Иванович Меньщиков; ur. 1 października 1973 w Kurganie) – rosyjski zapaśnik w stylu klasycznym.
Olimpijczyk z Sydney 2000, dwunaste miejsce w kategorii do 85 kg.
Czterokrotny uczestnik Mistrzostw Świata, złoty medal w 1998 i srebrny w 2002. Cztery razy brał udział w Mistrzostwach Europy, zdobył brązowe medale w 1999 i 2000 roku. Trzeci w Pucharze Świata w 2003; szósty w 1997 i 2005. Zdobył brązowy medal na wojskowych mistrzostwach świata w 2005. Drugi na igrzyskach Bałtyckich w 1997 roku.
Mistrz Rosji w latach 1999 – 2001.
Od 2006 trener zapaśniczej reprezentacji Rosji. Uczestniczył w Igrzyskach w Pekinie w 2008 roku.